# Атаманов, Лев Константинович
Лев Константи́нович Атама́нов  (арм. Լևոն Ատամանյան, Левон Атаманян; 8 по новому стилю — 21 февраля) 1905, Москва, Российская империя — 12 февраля 1981, Москва, СССР) — советский режиссёр мультипликационного кино. Народный артист РСФСР (1978).

## Биография
Родился 8 (21) февраля 1905 года в Москве, в армянской семье. В 1926 году окончил Первую госкиношколу (мастерская Л. В. Кулешова) с дипломом кинорежиссёра. С 1928 года работал помощником режиссёра на кинофабрике «Госвоенкино». С 1931 года стал уже режиссёром мультипликационного кино. Участник Великой Отечественной войны, служил в сапёрной части.
Один из зачинателей советской мультипликационной кинематографии. Создавал фильмы по мотивам русских, армянских, китайских, индийских, датских сказок. С 1936 года работал в Армении, поставил там фильмы: «Пёс и кот» (1938), «Поп и коза» (1941), «Волшебный ковёр» (1948). С 1949 года режиссёр киностудии «Союзмультфильм». Поставленные им фильмы «Жёлтый аист» (1950), «Аленький цветочек» (1952), «Золотая антилопа» (1954), «Снежная королева» (1957) и другие награждены премиями и дипломами МКФ.
Был председателем Бюро творческой секции и членом худсовета «Союзмультфильма», заместителем председателя секции мультипликации СК СССР. В начале 1960-х годов — председатель режиссёрской коллегии кукольного объединения «Союзмультфильма».
Умер 12 февраля 1981 года в Москве. Похоронен в Москве на Армянском кладбище (участок № 5).

## Вклад в искусство
Известный режиссёр аниме Хаяо Миядзаки в интервью признавался, что фильм Атаманова «Снежная королева» оказал решающее влияние, когда он выбирал то, чем будет заниматься в жизни.

## Фильмография

### Режиссёр
- Улица поперёк (1931)
- Сказка про белого бычка (1933)
- Клякса в Арктике (1934)
- Клякса-парикмахер (1935)
- Пёс и кот (1938)
- Поп и коза (1941)
- Волшебный ковёр (1948)
- Жёлтый аист (1950)
- Аленький цветочек (1952)
- Золотая антилопа (1954)
- Пёс и кот (1955)
- Снежная королева (1957)
- Похитители красок (1959)
- Ключ (1961)
- Сказка про чужие краски (1962)
- Шутки (1963)
- Пастушка и трубочист (1965)
- Букет (1965)
- Скамейка (1967)
- Забор (1967) Калейдоскоп-68
- Велосипедист (1968) Калейдоскоп-68
- Балерина на корабле (1969)
- Это в наших силах (1970)
- Петрушка (сборник «Неразбериха») (1971)
- Выше голову! (1972)
- Новеллы о космосе (1973)
- Пони бегает по кругу (1974)
- Я вспоминаю… (1975)
- Котёнок по имени Гав (1976) (выпуск 1)
- Котёнок по имени Гав (1977) (выпуск 2)
- Котёнок по имени Гав (1979) (выпуск 3)
- Котёнок по имени Гав (1980) (выпуск 4)
- Волк и семеро козлят (1981)

### Сценарист
- Сказка про белого бычка (1933)
- Клякса в Арктике (1934)
- Пёс и кот (1938)
- Волшебный ковёр (1948)
- Пёс и кот (1955)
- Снежная королева (1957)
- Сказка про чужие краски (1962)
- Скамейка (1967)
- Забор (1967) Калейдоскоп-68
- Это в наших силах (1970)
- Скрипка в джунглях (1969)
- Петрушка (сборник «Неразбериха») (1971)
- Мои цыплята[азерб.] (1975)[11]

### Художник
- Ночная тревога (Братишкин в казарме) (1928)

## Документальное кино
- 2018 «Я люблю свои сказки» о творческом пути Льва Атаманова. Кинокомпания «Мастер-фильм»[12].

## Звания
- Заслуженный деятель искусств РСФСР (1964)
- Народный артист РСФСР (1978)

## Награды на фестивалях
Режиссёр Лев Атаманов много раз награждался на фестивалях:
Мультфильм «Жёлтый аист», 1950
- 1951 — МКФ в Дели (Индия), Почётный диплом
- 1952 — МКФ в Бомбее (Индия), Диплом

Мультфильм «Золотая антилопа», 1954
- 1955 — VII МКФ в Каннах (Франция), Почётный диплом
- 1955 — МКФ короткометражных фильмов в Белграде (Югославия), Диплом
- 1955 — Кинофестиваль в Дурбане (Южно-Африканский Союз), Диплом
- 1957 — I МКФ в Лондоне (Англия), Диплом

Мультфильм «Снежная королева», 1957
- 1957 — IX МКФ для детей и юношества в Венеции (Италия), Первая премия
- 1958 — XI МКФ в Каннах (Франция), Премия
- 1959 — III Международный смотр фестивальных фильмов в Лондоне (Англия), Приз
- 1958 — МКФ в Риме (Италия), Премия

Мультфильм «Скамейка», 1967
- 1969 — II МКФ мультфильмов в Мамайе (Румыния), Специальная премия жюри
- 1969 — XI МКФ документальных и короткометражных фильмов в Венеции (Италия), приз
- 1970 — III МКФ фильмов по искусству в Бергамо (Италия), приз

Мультфильм «Балерина на корабле», 1969
- 1970 — III МКФ мультфильмов в Мамайе (Румыния), Приз «Серебряный пеликан»
- 1970 — Кинофестиваль в Лондоне (Англия), приз